# Helge Rosvænge
Helge Rosvænge, a volte indicato come Roswaenge, (Copenaghen, 24 giugno 1897 – Monaco di Baviera, 19 giugno 1972) è stato un tenore danese.

## Biografia
Dopo aver studiato al politecnico della città natale, iniziò a dedicarsi al canto studiando con vari maestri, ma prevalentemente come autodidatta e debuttando nel 1921 a Neustrelitz in Carmen.
Iniziò quindi una brillante carriera nei teatri tedeschi divenendo una stella dell'Opera di Berlino, dove si esibì dal 1929 al 44. Apparve inoltre a Vienna dal 1930, Salisburgo (1932), Bayreuth (1934), Londra (1938), Parigi (1941).
Una voce piena e al contempo morbida ed estesa (almeno fino al do a voce piena) gli permise di affrontare un vasto repertorio, comprendente Mozart, Wagner, l'opera italiana da Verdi a Puccini e al verismo (Rigoletto, Il trovatore, Aida, Otello, Tosca, Turandot, Pagliacci) e  inoltre Fidelio, Il franco cacciatore, Oberon, nonché l'operetta viennese.
Grazie a una notevole longevità vocale, la carriera fu lunga, vedendo l'esibizione in opera fino agli anni cinquanta e successivamente in concerto fino a circa la metà dei sessanta.

## Repertorio
| Ruolo               | Titolo                      | Autore           |
| ------------------- | --------------------------- | ---------------- |
| Chapelou            | Il postiglione di Lonjumeau | Adam             |
| Fra Diavolo Lorenzo | Fra Diavolo                 | Auber            |
| Florestan           | Fidelio                     | Beethoven        |
| Enea                | I Troiani                   | Berlioz          |
| Don José            | Carmen                      | Bizet            |
| Pelléas             | Pelléas et Mélisande        | Debussy          |
| Nemorino            | L'elisir d'amore            | Donizetti        |
| Lionello            | Martha                      | Flotow           |
| Andrea Chénier      | Andrea Chénier              | Giordano         |
| Loris Ipanov        | Fedora                      | Giordano         |
| Sobinin             | Una vita per lo Zar         | Glinka           |
| Admeto              | Alceste                     | Gluck            |
| Faust               | Faust                       | Gounod           |
| Canio               | Pagliacci                   | Leoncavallo      |
| Turiddu             | Cavalleria rusticana        | Mascagni         |
| Raul di Nangis      | Gli ugonotti                | Meyerbeer        |
| Vasco da Gama       | L'africana                  | Meyerbeer        |
| Idomeneo            | Idomeneo                    | Mozart           |
| Belmonte            | Il ratto dal serraglio      | Mozart           |
| Don Ottavio         | Don Giovanni                | Mozart           |
| Ferrando            | Così fan tutte              | Mozart           |
| Tamino              | Il flauto magico            | Mozart           |
| Orfeo               | Orfeo all'inferno           | Offenbach        |
| Hoffmann            | I racconti di Hoffmann      | Offenbach        |
| Des Grieux          | Manon Lescaut               | Puccini          |
| Rodolfo             | La bohème                   | Puccini          |
| Mario Cavaradossi   | Tosca                       | Puccini          |
| Pinkerton           | Madama Butterfly            | Puccini          |
| Dick Johnson        | La fanciulla del West       | Puccini          |
| Calaf               | Turandot                    | Puccini          |
| Conte d'Almaviva    | Il barbiere di Siviglia     | Rossini          |
| Arnoldo Melchtal    | Guglielmo Tell              | Rossini          |
| Alfred              | Il pipistrello              | Strauss, Johann  |
| Guido               | Una notte a Venezia         | Strauss, Johann  |
| Conte Carnero       | Lo zingaro barone           | Strauss, Johann  |
| Cantante italiano   | Il cavaliere della rosa     | Strauss, Richard |
| Tenore/Bacco        | Arianna a Nasso             | Strauss, Richard |
| Matteo              | Arabella                    | Strauss, Richard |
| Duca di Mantova     | Rigoletto                   | Verdi            |
| Manrico             | Il trovatore                | Verdi            |
| Alfredo Germont     | La traviata                 | Verdi            |
| Arrigo              | I vespri siciliani          | Verdi            |
| Gabriele Adorno     | Simon Boccanegra            | Verdi            |
| Riccardo            | Un ballo in maschera        | Verdi            |
| Don Alvaro          | La forza del destino        | Verdi            |
| Don Carlo           | Don Carlo                   | Verdi            |
| Radamès             | Aida                        | Verdi            |
| Otello              | Otello                      | Verdi            |
| Froh                | L'oro del Reno              | Wagner           |
| Parsifal            | Parsifal                    | Wagner           |
| Abu Hassan          | Abu Hassan                  | Weber            |
| Max                 | Il franco cacciatore        | Weber            |
| Huon Oberon         | Oberon                      | Weber            |

## Discografia
- Faust (in ted.), con Georg Hann, Margarete Teschenmacher, Hans Hermann Nissen, dir. Joseph Keilberth - dal vivo Stoccarda 1937
- Il flauto magico, con Jarmila Novotná, Willi Domgraf-Fassbaender, Julia Osvath, Dora Komarek, Alexander Kipnis, dir. Arturo Toscanini - dal vivo Salisburgo 1937
- Messa di requiem, con Zinka Milanov, Kerstin Thorborg, Nicola Moscona, dir. Arturo Toscanini - dal vivo Londra 1938
- Aida (in ted.), con Margarete Teschenmacher, Inger Karén, Georg Hann,  Ludwig Weber, dir. Joseph Keilberth - dal vivo Stoccarda 1938
- Rigoletto (in ted.), con Willi Domgraf-Fassbaender, Maria Cebotari, dir. Arthur Rother - Preiser 1942
- Il trovatore (in ted.), con Hilde Scheppan, Karl Schmitt-Walter, Marie-Luise Schilp, dir. Arthur Rother - dal vivo Berlino 1942
- Otello (in ted.), con Maria Reining, Hans Reinmar, dir. Hanns Steinkopf - Preiser 1943